# Fallskador

Varningsskylt: Fallrisk

Fallskador är den vanligaste typen av olyckshändelse. Av alla personer som behöver läggas in på sjukhus i Sverige till följd av olyckor har 70 procent skadats i fallolyckor.

## Förekomst
Risken att ramla ökar för äldre personer, särskilt i samband med vardagliga aktiviteter som till exempel promenader. Försämrad balans och syn, kroniska sjukdomar och läkemedelsanvändning kan ge ökad risk för fall. I Sverige drabbas cirka 17 000 äldre per år av höftfrakturer och minst 1 500 dör till följd av fallolyckor. För den som drabbas kan de psykologiska konsekvenserna vara lika förödande som fysiska skador. Rädsla för att falla igen kan påverka livskvalitet, hälsa och aktivitetsnivå. Cirka 40 procent av dem som faller kan inte återgå till sitt ursprungliga boende.
I Sverige (år 2016) skadas i genomsnitt varje år ungefär 70 000 människor så allvarligt i fallolyckor att de måste läggas in på sjukhus. Över tusen personer dör av fallolyckor varje år, vilket är en fördubbling sedan år 2000.
Samhällets kostnader för fallolyckor bland äldre uppskattas till ungefär 14 miljarder kronor per år. Samhällets totala kostnader för fallolyckor beräknades 2017 till omkring 25 miljarder kronor varje år. Det var den olyckstyp som orsakade flest akuta sjukhusbesök, sjukhusvård och dödsfall.
Både för samhälle och för individ är det av stor betydelse om fallolyckor kan förhindras.

## Orsaker
Lugnande läkemedel är ett exempel på läkemedel där det är känt att risken för fall ökar. En del blodtryckssänkande läkemedel kan också försämra balansen lite. Om man upplever att man blir yr av sina läkemedel bör man diskutera detta med en läkare. 

## Möjligheter att förebygga
Flera olika typer av åtgärder kan minska risken för fall hos äldre. En systematisk översikt som har granskats och kommenterats av SBU visar att fysisk träning under ledning resulterar i att antalet fallhändelser bland äldre i eget boende minskar med en fjärdedel. I studierna har träningsprogram som letts av hälso- och sjukvårdspersonal gett störst effekt, men programmen har visats vara effektiva även under ledning av annan utbildad personal. Träningsprogrammen förebygger fall oavsett om deltagarna har hög eller normal fallrisk från början.
Träning som förebygger fall skulle kunna utvecklas både inom hälso- och sjukvård och inom andra organisationer (till exempel pensionärsorganisationer och gymnastik- och idrottsföreningar). I till exempel Storbritannien finns särskilda fallmottagningar inom hälso- och sjukvården där personer med hög risk för fall kan träffa personal för förebyggande åtgärder.
Exempel på andra insatser som kan minska risken för fall är förändringar i hemmiljön, broddar under skorna, insättning av pacemaker hos personer med vissa hjärtbesvär, ögonoperation vid gråstarr, successiv minskning av psykofarmaka, fotterapi vid omfattande fotbesvär och utbildning för läkare inom primärvård om läkemedel som kan ge ökad fallrisk.
En annan metod som kan användas är att skapa uppvärmda gator eller ytor. Enligt en forskningsrapport från Chalmers minskade fallolyckorna med hjälp av uppvärmda gator med 100 % i Helsingborg, 83 % i Umeå, 67 % i Göteborg och 68% i Stockholm, jämfört med ytor som inte var uppvärmda.